# Fredrik Adelborg
Fredrik Hjalmar Adelborg, född 18 oktober 1886 i Ludgo socken i Södermanland, död 21 september 1948, var en svensk diplomat, militär, direktör, forskningsresande, donator och författare.

## Biografi
Fredrik Adelborg var kammarherre, forskningsresande och donator. Han var även författare. Han var underlöjtnant i flottans reserv och tjänstgjorde 1904–1906 i engelsk handelssjöfart. Åren 1910–1934 var han direktör för ett gummibolag på Malacka och 1928–1934 var han Sveriges generalkonsul i Singapore. Senare var han avdelningschef för Utrikesdepartementets kuriravdelning under åren 1940–1948.
Fredrik Adelborg föddes som son till Otto E. Adelborg och Jacquette De Geer på Östermalma herrgård.  Han var bror till Gustaf-Otto och Louise Adelborg. År 1916 gifte han sig med friherrinnan Elisabeth Gyllenstierna (1894–1985), dotter till Carl Gyllenstierna av friherrliga ätten Gyllenstierna af Lundholm och Malin Crafoord. Makarna är begravna på Norra begravningsplatsen utanför Stockholm.

## I populärkulturen
Fredrik Adelborg inspirerade Evert Taube till händelser i visan Möte i monsunen när han beskrev för Taube hur han hade hjälpt sjanghajade svenska sjömän under sin tid som Sveriges generalkonsul i Singapore. I visan namnges han som den som hjälper visans  Fritiof Andersson.